# FIRST Robotics Competition

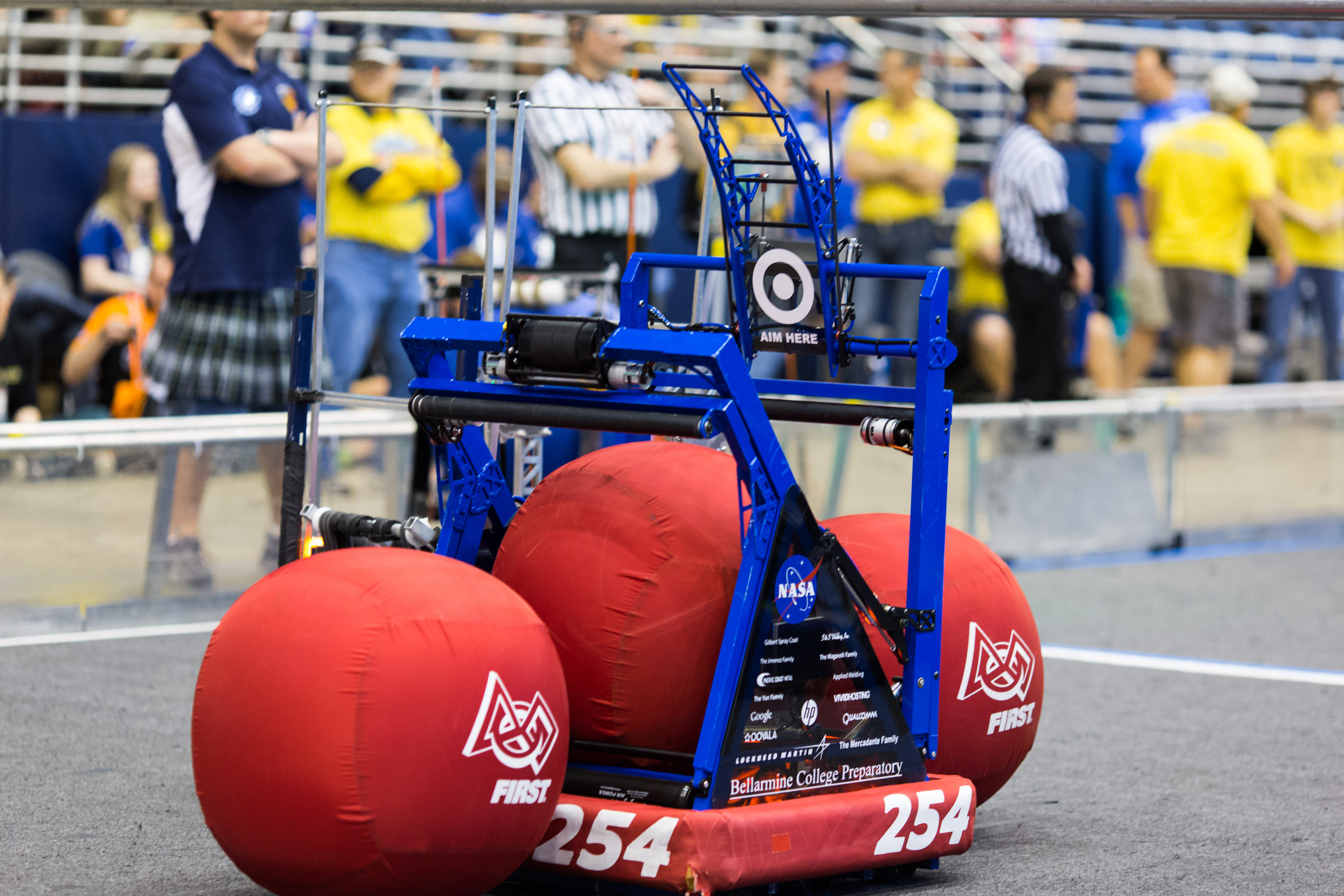
"Barrage", robô campeão mundial em 2014 (Aerial Assist) feito pela equipe 254 (The Cheesy Poofs).

FIRST Robotics Competition (FRC) é uma competição de robótica internacional com foco em alunos do ensino médio organizada pela FIRST. A cada ano, times de alunos e mentores trabalham durante um período de aproximadamente 6 semanas para construir um robô capaz de participar das atividades da competição, cujo peso pode chegar a quase 125 lb (57 kg). O jogo ou desafio, o qual é requerido uma série de atividades para o robô realizar, muda a cada ano. Algumas das atividades que já ocorreram são: pontuar com bolas em alvos, carregar determinado objeto, agarrar em barras, etc. Embora as equipes recebam um kit base padrão chamado de Kit of parts (tradução do inglês para kit de peças) para a construção da máquina, elas também podem e são incentivadas a comprar ou fabricar peças especializadas para o seu robô. O começo da temporada, conhecido como Kickoff, acontece todo começo de janeiro.
Além da parte competitiva entre as equipes, o FRC possui várias culturas, os quais segundo a organização, inspiram jovens a serem lideranças em seu grupo e estimulam o STEM entre todos os membros do seu time. Os valores fundamentais incentivados, segundo a FIRST, visam a prática de competições para todas as equipes, com respeito e ajuda entre os participantes. O "Gracious Professionalism" abraça a competição que ocorre durante a temporada, mas rejeita ofensas e xingamentos entre as equipes, abraçando a empatia e o respeito entre os competidores. Em mesma forma do anterior, o "Coopertition" enfatiza que as equipes podem cooperar e competir ao mesmo tempo.
As competições acontecem em várias cidades na forma de classificatórias (regional ou distrital) para um evento final, chamado de FIRST Championship, onde as equipes mais bem-classificadas disputam como objetivo final e mais alto. Além da competitividade em campo, as equipes e seus membros competem por prêmios que reconhecem empreendedorismo, criatividade, engenharia, design industrial, segurança, controles, mídia e qualidade, em todos os campeonatos oficiais. Existem tantos prêmios em equipe como individuais (alunos e mentores que se destacam).
Apesar de sua realização desde 1992, em consequência à pandemia de COVID-19, durante a temporada de 2020 (denominada Infinite Recharge), a maioria dos eventos regionais e distritais foram cancelados. Em 2021, por conta da situação pandêmica, houve uma queda na quantidade de times ativos em comparação com edições anteriores, por conta da dificuldade das equipes de formarem encontros presenciais. Após a melhora de condições, os números voltaram a aumentar nas próximos anos do torneio.
Grande parte dos times estão localizados em território americano. Canadá, China, México, Israel, Turquia, Austrália, Taiwan e Brasil contribuem com uma quantidade considerável de times.
FIRST Robotics Competition é um dos programas de competição de robótica organizados pela FIRST, sendo os outros: FIRST LEGO League Explore, FIRST LEGO League Challenge, FIRST Global Challenge e FIRST Tech Challenge.

## História
FIRST foi fundada em 1989 pelo inventor e empresário Dean Kamen, com inspiração e assistência do físico e professor emérito do MIT, Woodie Flowers. Kamen conta que ficou desapontado com o número de crianças e adolesentes - principalmente mulheres e outras minorias - que não consideravam carreiras em ciência e tecnologia e decidiu fazer algo a respeito. Como inventor, ele procurou atividades que capturassem o entusiasmo dos alunos e decidiu que combinar a emoção da competição esportiva com a ciência e a tecnologia tinha potencial.
Kamen afirmou que a FIRST e a FRC são as invenções das quais ele mais se orgulha e prevê que os participantes serão responsáveis por avanços tecnológicos significativos nos próximos anos. A primeira temporada do FIRST Robotics Competition foi em 1992, em uma escola de ensino médio em Nova Hampshire.Essa primeira competição foi relativamente em pequena escala, semelhante em tamanho aos jogos FIRST Tech Challenge e VEX Robotics Competition de hoje. Os robôs dependiam de uma conexão com fio para receber dados dos pilotos; no ano seguinte, a competição fez a transição rápida para um sistema sem fio.

## Equipes

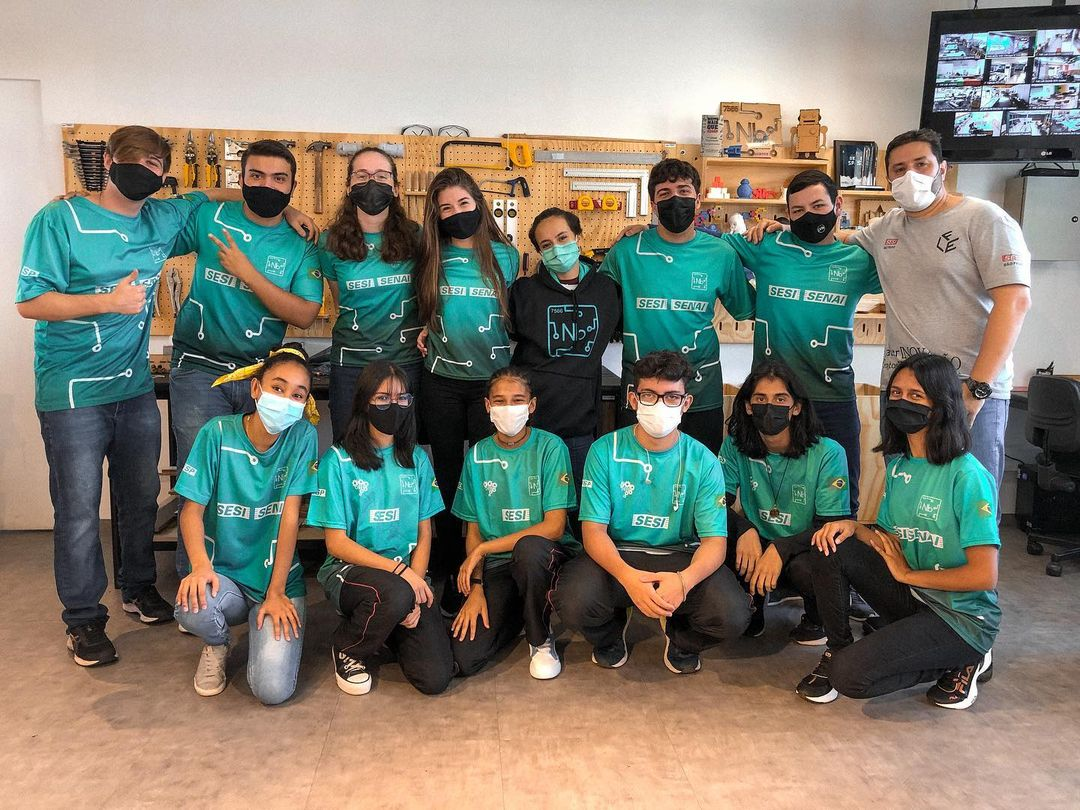
Team Nióbio (Equipe de Robótica do SESI Campinas - SP).

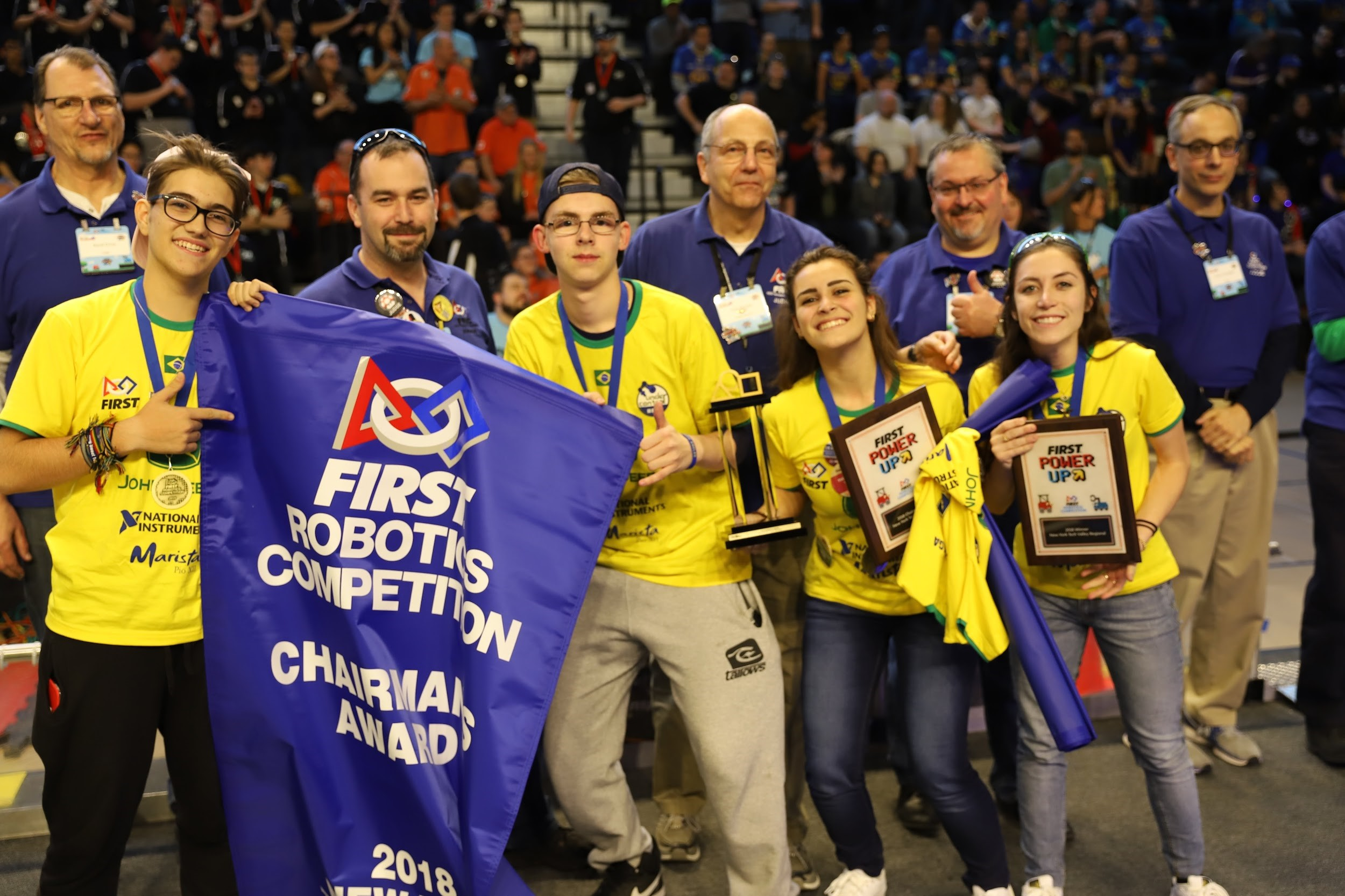
Under Control 1156 (Equipe de Robótica do Colégio Marista Pio XII), durante a temporada de 2018 (Power Up).

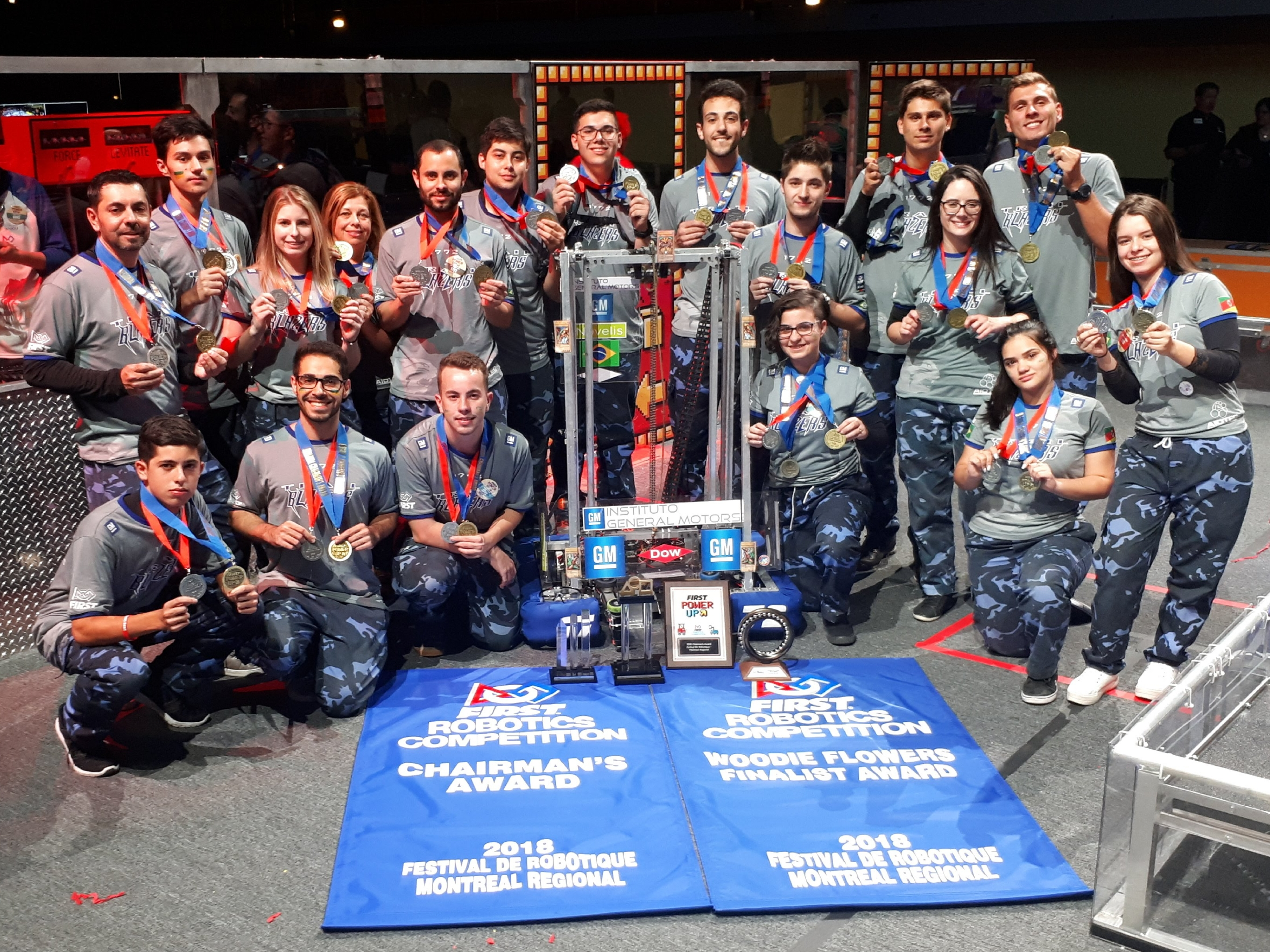
Equipe #1772 The Brazilian Trail Blazers (Gravataí-RS), vencedores do Chairman's Award (atual Impact) e Woodie Flowers na regional de Montreal, temporada Power Up (2018).

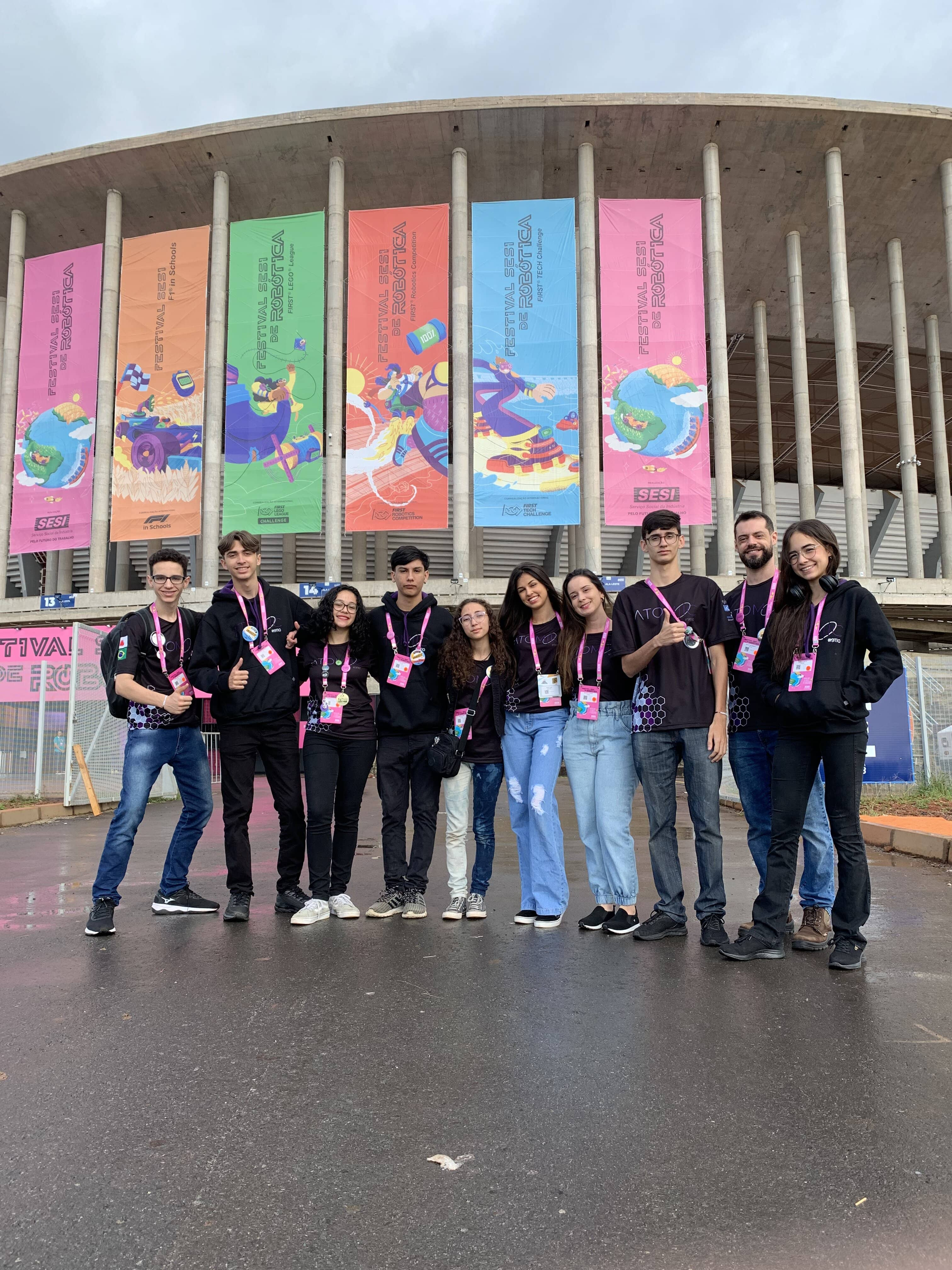
Atomiic #9110 (Equipe de robótica da modalidade FRC da escola SESI dom Bosco, da cidade de São João del-Rei / MG)

Em 2025, 3.701 equipes de 30 países competiram no desafio Reefscape. Destes, 3.354 são times veteranos (o que significa que competiram em uma temporada anterior) e 347 são times rookies (novatos, o que significa que 2025 foi sua primeira temporada de competição).
| País                 | Número de equipes (2025) |
| -------------------- | ------------------------ |
| Estados Unidos       | 2.936                    |
| Canadá               | 194                      |
| Turquia              | 192                      |
| México               | 87                       |
| Brasil               | 69                       |
| Israel               | 61                       |
| Austrália            | 43                       |
| China                | 40                       |
| Taiwan               | 36                       |
| Índia                | 7                        |
| Japão                | 6                        |
| República Dominicana | 4                        |
| França               | 3                        |
| Panamá               | 3                        |
| Chéquia              | 2                        |
| Países Baixos        | 2                        |
| África do Sul        | 2                        |
| Reino Unido          | 2                        |
| Argentina            | 1                        |
| Azerbaijão           | 1                        |
| Belize               | 1                        |
| Bulgária             | 1                        |
| Colômbia             | 1                        |
| Croácia              | 1                        |
| Grécia               | 1                        |
| Hungria              | 1                        |
| Filipinas            | 1                        |
| Polônia              | 1                        |
| Singapura            | 1                        |
| Suíça                | 1                        |
| Total                | 3.701                    |

## Competição
FIRST Robotics competition opera em dois modelos de competição determinados pela localização geográfica: distrital e regional.

### Distritais
As equipes que competem em distritos podem participar de dois eventos menores como parte de sua inscrição. O avanço do distrito para o FIRST Championship depende da participação em um evento do campeonato final distrital (District Championship) e das vagas do evento maior alocadas a cada distrito. Embora equipes de modelo regional nunca possam competir em eventos distritais, equipes que competem em distritais têm permissão para competir em regionais, mas não podem se classificar para o FIRST Championship por meio da participação regional.
| Distrito               | Regiões                                                     | País           |
| ---------------------- | ----------------------------------------------------------- | -------------- |
| FIRST Chesapeake       | Maryland, Virgínia + Washington, D.C.                       | Estados Unidos |
| FIRST in Michigan      | Michigan                                                    | Estados Unidos |
| FIRST Indiana Robotics | Indiana                                                     | Estados Unidos |
| FIRST in Texas         | Texas e Novo México                                         | Estados Unidos |
| FIRST Mid-Atlantic     | Delaware, Nova Jérsia e Leste da Pensilvânia                | Estados Unidos |
| FIRST North Carolina   | Carolina do Norte                                           | Estados Unidos |
| FIRST South Carolina   | Carolina do Sul                                             | Estados Unidos |
| NE FIRST               | Connecticut, Massachusetts, Maine, Nova Hampshire e Vermont | Estados Unidos |
| Peachtree              | Geórgia e Carolina do Sul                                   | Estados Unidos |
| Pacific Northwest      | Washington e Oregon                                         | Estados Unidos |
| Ontario                | Ontário                                                     | Canadá         |
| FIRST Israel           | País inteiro                                                | Israel         |

### Regionais
Todas as equipes não localizadas dentro de um distrito são consideradas dentro do modelo de regionais. Essas equipes são alocadas nesse tipo de evento, geralmente grande, a partir da inscrição. O avanço em eventos regionais é direto para o FIRST Championship com base no cumprimento de requisitos de mérito específicos.

### FIRST Championship

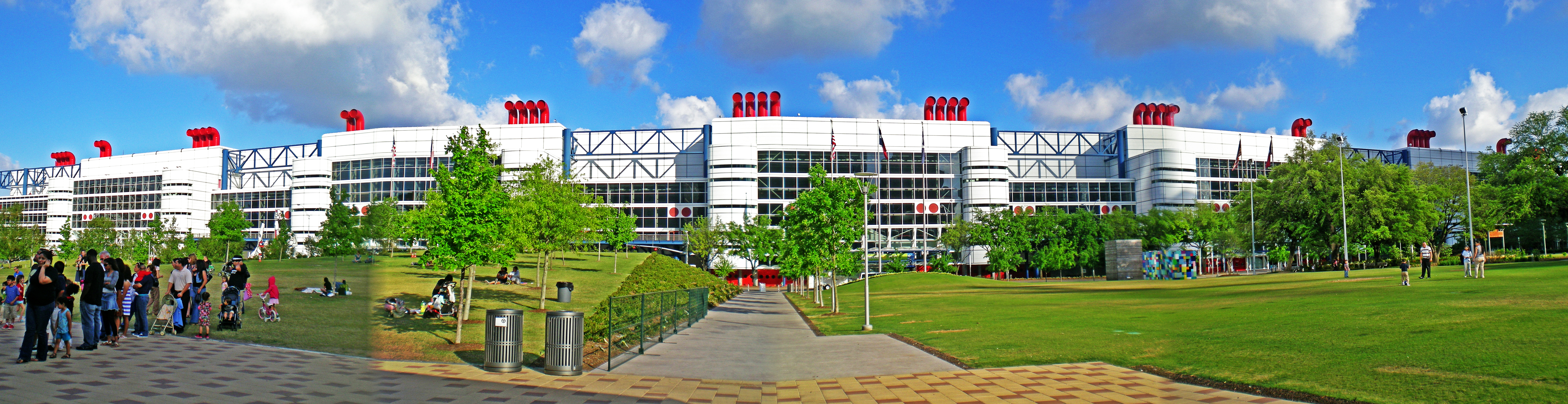
O FIRST Championship é realizado no George R. Brown Convention Center em Houston, Texas desde 2017 e continuará a ser realizado nessa cidade até 2027.

FIRST Championship é o ponto culminante da temporada de todas as equipes vinculadas à FIRST e ocorre no final de abril de cada ano. Na categoria FRC, o torneio acontece através de divisões, para decidir a aliança vencedora da temporada. Cerca de 800 equipes de FRC participaram de dois eventos do campeonato em 2018, realizados em abril em Houston, Texas e Detroit, Michigan. Após a conclusão dos campeonatos de 2022, a FIRST anunciou que o campeonato aconteceria em um único local (em Houston, Texas) para as temporadas de 2023 e 2024.Isso foi posteriormente atualizado para até 2027.
As equipes de FIRST Robotics Competition são divididas em 8 divisões no FIRST Championship:
- Archimedes (Arquimedes);
- Curie;
- Daly;
- Galileo (Galileu);
- Hopper;
- Johnson;
- Milstein;
- Newton.

As divisões operam no modelo de eventos independentes. A aliança vencedora de cada divisão avança para o Einstein Field para um torneio final. Apesar de serem referenciadas como um único campo, as partidas de Einstein acontecem em dois campos conhecidos como Mass (massa) e Energy (energia), que são reutilizados dos campos de divisões. As equipes da aliança vencedora recebem avanço automático para o FIRST Championship para a próxima temporada, e a equipe vencedora do Impact Award recebe avanço automático para as próximas 10 temporadas.

## Temporadas
- 2026: Rebuilt;[24]
- 2025: Reefscape;[25]
- 2024: Crescendo;[26]
- 2023: Charged Up;[27]
- 2022: Rapid React;[28]
- 2021: Infinite Recharge (2021);
- 2020: Infinite Recharge;
- 2019: Destination: Deep Space;
- 2018: FIRST Power Up;
- 2017: FIRST Steamworks;
- 2016: FIRST Stronghold;
- 2015: Recycle Rush;
- 2014: Aerial Assist;
- 2013: Ultimate Ascent;
- 2012: Rebound Rumble;
- 2011: Logo Motion;
- 2010: Breakaway;
- 2009: Lunacy;
- 2008: FIRST Overdrive;
- 2007: Rack 'n Roll;
- 2006: Aim High;
- 2005: Triple Play;

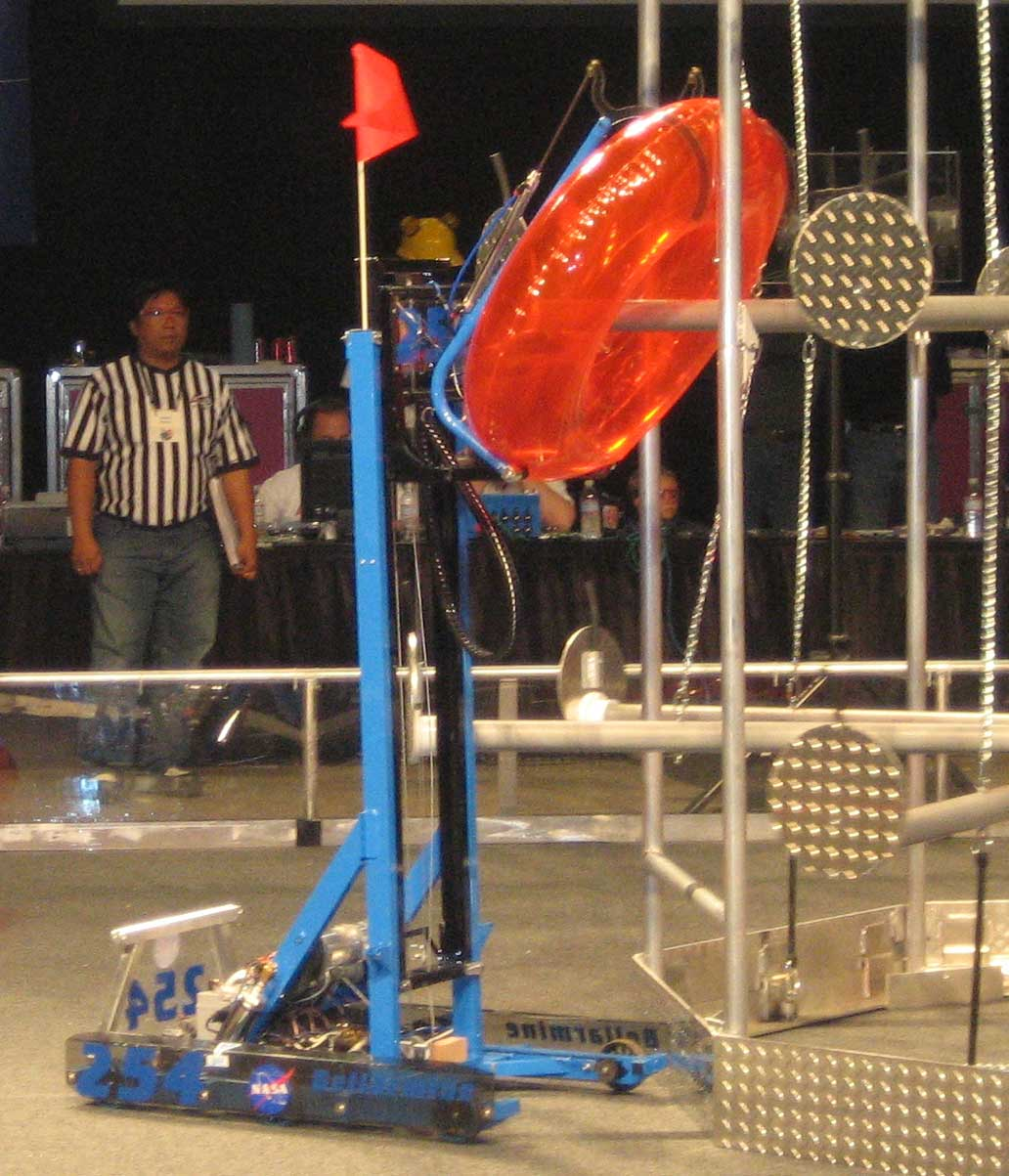
"Raptor", robô da temporada de 2007 (Rack ‘n Roll) feito pela equipe 254 (The Cheesy Poofs).

- 2004: FIRST Frenzy: Raising the Bar;
- 2003: Stack Attack;
- 2002: Zone Zeal;
- 2001: Diabolical Dynamics;
- 2000: Co-Opertition FIRST;
- 1999: Double Trouble;
- 1998: Ladder Logic;
- 1997: Toroid Terror;
- 1996: Hexagon Havoc;
- 1995: Ramp 'n Roll;
- 1994: Tower Power;
- 1993: Rug Rage;
- 1992: Maize Craze.